# Pierre Lafont
Pour les articles homonymes, voir Lafont.
Pierre Lafont, né le 20 septembre 1928 à Bègles (Gironde) et mort le 14 septembre 2018 à Paris, est un acteur français, actif depuis les années 1960 au cinéma et à la télévision.

## Filmographie

### Cinéma
- 1963 : Landru
- 1966 : Le Voyage du père : L'ami du voyageur mécontent (non crédité)
- 1968 : Caroline chérie : Un domestique à Vincennes (non crédité)
- 1972 : Galaxie : Dumont
- 1975 : Au-delà de la peur : Le médecin (non crédité)
- 1977 : L'homme pressé
- 1979 : Rien ne va plus
- 1983 : La Petite Bande : Le clergyman
- 1993 : Chacun pour toi : Le client à la mèche
- 1993 : Germinal : Léon Grégoire
- 1999 : Astérix et Obélix contre César : Vieux druide

### Télévision

#### Téléfilms
- 1960 : Week-end surprise : Un assistant
- 1964 : Les Hommes : Le lieutenant
- 1964 : Valentin le désossé : Maurice
- 1965 : L'Héritage : Lesable
- 1967 : L'Affaire Lourdes
- 1971 : L'Exécution du Duc de Guise : Montaigne
- 1971 : L'Échafaudage : Le bricoleur
- 1971 : Le père Noël est en prison
- 1971 : Si j'étais vous
- 1971 : Sous le soleil de Satan : Le curé de Luzarnes
- 1972 : Les Fossés de Vincennes
- 1972 : Ossicum 12 : Rohan
- 1972 : Qui êtes-vous Monsieur Renaudot? : Mazarin
- 1973 : Le Violon de Vincent
- 1974 : Cadoudal : Réa
- 1975 : La Mort du pantin : Bastel
- 1978 : Les pieds poussent en novembre
- 1979 : La Belle Époque de Gaston Couté : Xavier Privas
- 1980 : Au feu le préfet : Le confesseur
- 1980 : L'Âge bête : Le proviseur
- 1981 : Les Brus
- 1982 : Saint Louis ou La royauté bienfaisante : Le maître du Temple
- 1984 : Battling le ténébreux : Le professeur
- 1989 : Manon Roland : L'abbé Langlois
- 1990 : La Nuit africaine
- 1991 : Les Ritals

#### Séries télévisées
- 1960 : En votre âme et conscience, épisode : Le Crime d'Aïn Fezza de Jean Prat
- 1962 : L'inspecteur Leclerc enquête d'André Michel, épisode : Le saut périlleux (TV)
- 1965 : Foncouverte : Prosper Michet
- 1967 : En votre âme et conscience
- 1967 : Vidocq
- 1969 : Fortune
- 1971 : Les Nouvelles Aventures de Vidocq : Le mondain
- 1972 : François Gaillard : Le juge
- 1972 : Les Thibault : Le docteur
- 1973 : Les Messieurs de Saint-Roy : Claude Clément
- 1974 : La Juive du Château-Trompette : Abbé Vigogne
- 1975 : Paul Gauguin : Emilse Schuffenecker
- 1976 : L'inspecteur mène l'enquête
- 1976 : Messieurs les jurés : Cabanie
- 1977 : Au théâtre ce soir : Mathieu Melville
- 1977 : Commissaire Moulin
- 1978-1981 : Les Héritiers : Me Vallier
- 1978-1984 : Les Enquêtes du commissaire Maigret : Ancelin / Fremier
- 1979 : Le Tourbillon des jours : Maître Seignot
- 1980 : Fantômas
- 1980 : Kick, Raoul, la Moto, les Jeunes et les Autres
- 1980 : Les Dossiers de l'écran : Jean Longuet
- 1980 : Médecins de nuit
- 1981 : Les Dossiers éclatés : Bouvard
- 1981 : Les Fiancées de l'Empire : Cazotte
- 1981 : Salut champion : Maurel / Manuel
- 1988 : La Valise en carton : Jean-Michel Boris
- 1989 : Le Masque : M. Paul